# Edith Stehfest

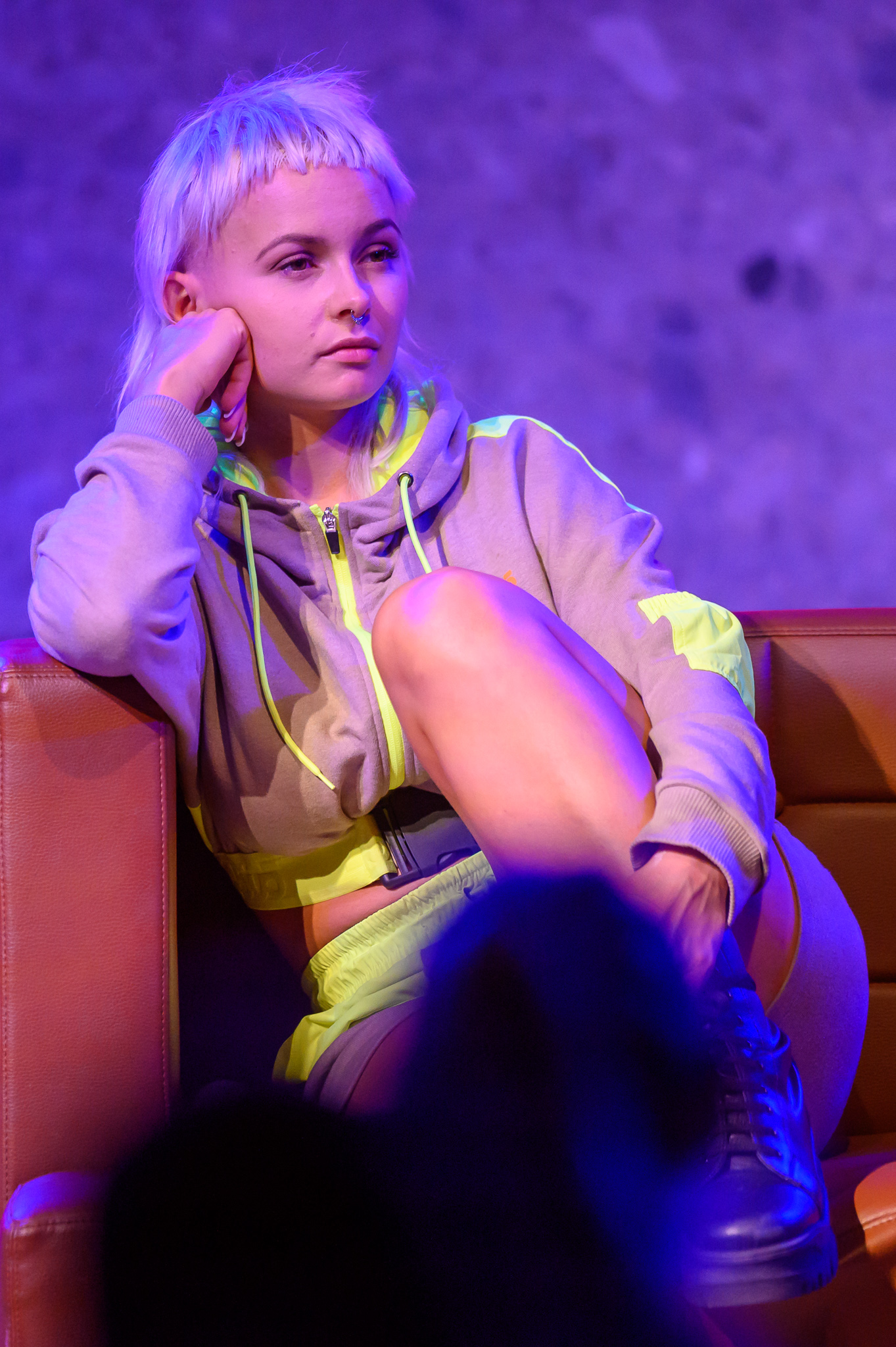
Edith Stehfest (2019)

Edith Stehfest, geb. Rücker (* 8. August 1995 in Leipzig) ist eine deutsche Sängerin und Musikerin (Lotta Laut), Schauspielerin und Autorin.

## Leben
Edith Stehfest wuchs gemeinsam mit zwei Schwestern in Leipzig auf. Sie ist die Tochter der Musikerin Pina Rücker und des Schauspielers Guido Lambrecht und die Enkelin der Autorin Christine Lambrecht.
Bereits in ihrer Kindheit erlernte sie mehrere Instrumente, wie beispielsweise Gitarre oder Blockflöte. Mit 16 Jahren nahm sie am Bundeswettbewerb Jugend musiziert teil.
In ihrer Jugend begann sie verschiedene Drogen (vor allem Crystal Meth) zu konsumieren und geriet dadurch in ein mehrere Jahre lang andauerndes Abhängigkeitsverhältnis. Im Jahr 2015 schaffte sie nach mehreren Anläufen den Ausstieg.
Seit 2015 steht sie in mehreren Filmproduktionen, Kurzfilmen und in Fernsehserien als Schauspielerin vor der Kamera, wie beispielsweise in Sedwitz. Sie war auch zeitweise als Bühnendarstellerin an verschiedenen Theaterhäusern aktiv.
Seit 2020 veröffentlicht sie unter dem Künstlernamen Lotta Laut verschiedene Musiktitel. Ihr erstes Soloalbum erschien unter dem Titel Exit. Im Jahr 2023 erschien ihr zweites Soloalbum mit dem Titel Steh fest. Im Jahr 2020 erschien ihr Buch unter dem Titel Rebellen lieben laut, in dem sie erstmals ihre Bisexualität öffentlich thematisierte.
2024 nahm sie gemeinsam mit Giulia Siegel, Linda Nobat und Arielle Rippegarther an der Erotik-Reihe Dirty Words des Streaminganbieters Joyn teil.
Von Januar bis Februar 2025 nahm Stehfest an der 18. Staffel der Reality-Show Ich bin ein Star – Holt mich hier raus! teil. Dort erreichte sie unter zwölf Kandidaten den fünften Platz.

### Privates
Edith Stehfest ist seit November 2015 mit dem Schauspieler Eric Stehfest verheiratet, den sie 2014 kennengelernt hatte. Das Paar hat einen Sohn (* 2016) und eine Tochter (* 2021). Sie leben in Berlin. Gemeinsam mit ihrem Ehemann nahm sie im Jahr 2023 an der 8. Staffel der Reality-Show Das Sommerhaus der Stars – Kampf der Promipaare teil.
Sie wurde mit 17 Jahren unter Einfluss von K.-o.-Tropfen vergewaltigt. Die Straftat wurde gefilmt; dies erfuhr Stehfest allerdings erst sechs Jahre später. Der Täter wurde im Jahr 2020 zu einer Freiheitsstrafe von drei Jahren und vier Monaten verurteilt.

## Filmografie
- 2015: Sedwitz (TV-Miniserie, 5/6 Folgen)
- 2015: Schuld (Kurzfilm)
- 2016: Höhenangst
- 2024: Vena

## Diskografie
- 2020: Exit (Soloalbum)
- 2023: Steh fest (Soloalbum)
- 2023: Regenbogenbraut (Soloalbum)

## Buch
- Eric Stehfest, Edith Stehfest: Rebellen lieben laut. Goldmann, München 2020, ISBN 978-3-442-31578-9.